# 溪南里 (臺南市)
溪南里，中華民國臺南市七股區的一個里，西北以龍山里為界，東北以七股里為界，東以樹林里為界，南以三股里、永吉里為界，面積5.5平方公里。

台南市七股區溪南里

## 主要幹道

### 省道
- 台17線

### 鄉道
- 南31-1線

## 主要聚落
- 溪南藔